# XXX lat PRL (moneta kolekcjonerska)
XXX lat PRL – moneta kolekcjonerska o nominale 200 złotych, wybita w srebrze, stemplem lustrzanym, z datą 1974, wyemitowana przez Narodowy Bank Polski dnia 30 kwietnia 1974 r. zarządzeniem z 22 kwietnia 1974 r. Z formalnego punktu widzenia, przestała być prawnym środkiem płatniczym z dniem denominacji z 1 stycznia 1995 roku, rozporządzeniem prezesa Narodowego Banku Polskiego z dnia 18 listopada 1994 (M.P. z 1994 r. Nr 61, poz. 541).
Moneta, podobnie jak jej wersja obiegowa, wybita została z okazji trzydziestej rocznicy Polskiej Rzeczypospolitej Ludowej.
Rysunki awersu i rewersu monety są identyczne z tymi użytymi do – 200 złotych 1974 XXX Lat PRL. Jedyna różnica to sposób wykonania – wersja kolekcjonerska została wybita stemplem lustrzanym, okolicznościowa (obiegowa z wizerunkiem okolicznościowym) zaś – zwykłym.

## Awers
W centralnym punkcie umieszczono tarczę z godłem – orłem bez korony, na tarczy, obok łapy orła, znak mennicy w Warszawie, pod spodem cyfry 200, pod nimi „ZŁ”, a dookoła napis „POLSKA•RZECZPOSPOLITA•LUDOWA•1974”.

## Rewers
Na tej stronie monety znajduje się mapa Polski, w środku napis w trzech rzędach „XXX LAT PRL”, a pod mapą monogram projektanta.

## Nakład
Monetę bito w Mennicy Państwowej, w srebrze próby 625, stemplem lustrzanym, na krążku o średnicy 31 mm, masie 14,5 grama, z rantem ząbkowanym, w nakładzie 6000 sztuk, według projektu Józef Markiewicz-Nieszcz.

## Opis
Dwustuzłotówka jest wersją kolekcjonerską monety obiegowej 200 złotych 1974 XXX lat PRL.
Wg oficjalnych dokumentów Narodowego Bank Polskiego każda z trzech monet o nominale 200 złotych wybitych w srebrze w latach 70. XX w. i wprowadzonych do obiegu jako monety obiegowo-okolicznościowe w milionowych nakładach (XXX lat PRL, XXX rocznica zwycięstwa nad faszyzmem oraz Igrzyska XXI olimpiady) miała  swoją emisję kolekcjonerską, rozprowadzaną w specjalnych opakowaniach między innymi przez kasy NBP. Jednak tylko XXX lat PRL oficjalnie, wg banku emisyjnego, była wybita stemplem lustrzanym. W przypadku dwóch pozostałych brak jest jakiegokolwiek potwierdzenia, czy standard stempla lustrzanego był wykorzystany do ich bicia. Na przełomie XX i  XXI w. na rynku kolekcjonerskim funkcjonują czasami monety:
- XXX lat zwycięstwa nad faszyzmem oraz
- Igrzyska XXI olimpiady

sprzedawane jako bite stemplem lustrzanym, ale najprawdopodobniej są to egzemplarze z początków procesów bicia każdej z nich, a więc wyselekcjonowane – charakteryzujące się matowym rysunkiem i połyskowym tłem.

## Powiązane monety
Z identycznymi wzorami awersu i rewersu, wybito w srebrze monetę obiegowo-okolicznościową o nominale 200 złotych.
Jako okolicznościowe lub próbne kolekcjonerskie zostały wybite monety upamiętniające inne rocznice PRL:
- okolicznościowa w miedzioniklu, o nominale 10 złotych, z 1969 r. – 25. rocznica PRL,
- okolicznościowa w miedzioniklu, o nominale 100 złotych, z 1984 r. – 40. rocznica PRL,
- próbna kolekcjonerska w srebrze, o nominale 1000 złotych z 1984 r. – 40. rocznica PRL.

## Wersje próbne
Istnieje wersja tej monety należąca do serii próbnej w niklu, w nakładzie 500 sztuk. Jest to ta sama moneta co dla wersji okolicznościowej.
Istnieje również wersja próbna technologiczna wybita w srebrze w nakładzie 20 sztuk z rantem ząbkowanym oraz w srebrze, z rantem gładkim, w nieznanym nakładzie.
W serii monet próbnych niklowych i jako próba technologiczna w miedzioniklu, z takim samym wzorem rewersu, istnieje moneta o nominale 20 złotych.